# Chodsigoa hypsibia
Chodsigoa hypsibia is een zoogdier uit de familie van de spitsmuizen (Soricidae). De wetenschappelijke naam van de soort werd voor het eerst geldig gepubliceerd door de Winton in 1899.

## Voorkomen
De soort komt voor in China.